# Oleg Ménshikov
Oleg Yevguénievich Ménshikov, (Олег Евгеньевич Меньшиков, en ruso), conocido artísticamente como Oleg Ménshikov, (8 de noviembre de 1960, Sérpujov, Rusia) es un popular actor y cantante ruso.
Ha trabajado tanto en televisión, cine y teatro en papeles tanto cómicos como dramáticos. 

## Biografía
Comenzó su carrera cinematográfica en la década de los años 1980 en películas cómicas. A éstas siguió Rodnyá, dirigida por Nikita Mijalkov. Con este último director trabajó también en el filme Quemado por el sol, la cual obtuvo el Óscar a la mejor película de habla no inglesa en 1994 y en Gran Premio del Festival de Cannes. Ha compartido créditos con actrices como Catherine Deneuve y la británica Julia Ormond. 
En la noche de año nuevo de 1995 el canal NTV de Rusia presentó un programa especial titulado La Primera Noche con Oleg Ménshikov, en el que se le rindió homenaje y en el cual participaron actores y cantantes populares rusos como Otpetye Moshenniki, Nikolái Fomenko, Marat Bashárov, entre otros. Con el grupo de pop ruso Diskoteka Avariya, Ménshikov realizó un dueto llamado Страдание (Stradanie, sufrimiento), basado en una canción del tiempo soviético, el cual se volvió un tema muy tocado por la radio rusa.

## Filmografía
| Título en inglés                      | Título original                                                       | Año  | Papel                             | Notas                                             |
| ------------------------------------- | --------------------------------------------------------------------- | ---- | --------------------------------- | ------------------------------------------------- |
|                                       | Жду и надеюсь Zhdu i nadeyus                                          | 1980 | Shurka Domok                      | Telefilme                                         |
| Family Relations                      | Родня Rodnya                                                          | 1981 | Kirill                            | Dirigida por Nikita Mikhalkov                     |
| The Pokrovsky Gate                    | Покровские ворота Pokrovskye vorota                                   | 1982 | Konstantin Romin                  | Dirigida por Mijaíl Kozakov                       |
| Flights in Dreams and Reality         | Полёты во сне и наяву Polyoty vo sne i nayavu                         | 1982 | Alisa's friend                    |                                                   |
| The Kiss                              | Поцелуй Potselui                                                      | 1983 | Merzlyakov                        | Telefilme                                         |
| Stripe of Obstacles                   | Полоса препятствий Polosa prepyatstvii                                | 1982 | Vladimir Mezhirov                 |                                                   |
|                                       | Капитан Фракасс Kapitan Fracasse                                      | 1984 | Baron de Sigognac                 | Miniserie de televisión                           |
|                                       | Володя большой, Володя маленький Volodya bolshoi, Volodya malenkii    | 1985 | Vladimir Salimovich               | Telefilme                                         |
|                                       | Михайло Ломоносов Mikhailo Lomonosov                                  | 1986 | Dmitry Vinogradov                 | Serie de televisión                               |
| Moonzund                              | Моонзунд                                                              | 1987 | Sergei Artenyev                   |                                                   |
| My Favorite Clown                     | Мой любимый клоун Moi lyubimyi kloun                                  | 1986 | Sergei Sinicyn                    |                                                   |
| Through Main Street with an Orchestra | По главной улице с оркестром Po glavnoi ulice s orkestrom             | 1987 | Korolykov                         |                                                   |
| Splashes of Champagne                 | Брызги шампанского Bryzgi shampanskogo                                | 1988 | Sergei                            |                                                   |
| Life by Limit                         | Жизнь по лимиту Zhizny po limitu                                      | 1988 | Misha                             |                                                   |
| The Stairway                          | Лестница Lestnitsa                                                    | 1989 | Vladimir Piroshnikov              |                                                   |
| The Pit                               | Яма Yama                                                              | 1990 | Vasiliy Likhonin                  |                                                   |
| Dyuba-Dyuba                           | Дюба-дюба                                                             | 1992 | Andrei Pletnyov                   |                                                   |
| Burnt by the Sun                      | Утомлённые солнцем Utomlyonnye solncem                                | 1994 | Dmitry Arsentyev                  | Dirigida por Nikita Mikhalkov                     |
| Prisoner of the Mountains             | Кавказский пленник Kavkazskii plennik                                 | 1996 | Sanya "Slai"                      |                                                   |
| The Barber of Siberia                 | Сибирский цирюльник Sibirskii tsiryulynik                             | 1998 | Andrei Tolstoi / Andrew McCracken | Dirigida por Nikita Mikhalkov                     |
| Mama                                  | Мама                                                                  | 1999 | Lyonchik                          |                                                   |
| East/West                             | Est - Ouest                                                           | 1999 | Aleksei Golovin                   |                                                   |
| Prime Suspect 6                       |                                                                       | 2003 | Milan Lukic                       | Serie de televisión, 2 episodios                  |
| The State Counsellor                  | Статский советник Statskii sovetnik                                   | 2005 | Erast Fandorin                    |                                                   |
|                                       | Золотой телёнок Zolotoi telyonok                                      | 2006 | Ostap Bender                      | Miniserie de televisión                           |
| Doctor Zhivago                        | Доктор Живаго                                                         | 2006 | Yuri Zhivago                      | Miniserie de televisión                           |
| Burnt by the Sun 2: Exodus            | Утомлённые солнцем 2: Предстояние Utomlyonnye solncem 2: Predstoyanie | 2010 | Dmitry Arsentyev                  | Dirigida por Nikita Mikhalkov                     |
| What Men Talk About                   | О чём говорят мужчины O chyom govoryat muzhchiny                      | 2010 | Himself                           | Cameo                                             |
| Burnt by the Sun 2                    | Утомлённые солнцем 2: Предстояние' Utomlyonnye solncem 2: Citadely    | 2011 | Dmitry Arsentyev                  | Dirigida por Nikita Mikhalkov                     |
| Burnt by the Sun 2: The Citadel       | Утомлённые солнцем 2: Цитадель Utomlyonnye solncem 2                  | 2011 | Dmitry Arsentyev                  | Serie de televisión Dirigida por Nikita Mikhalkov |
| Legend № 17                           | Легенда №17 Legenda №17                                               | 2013 | Anatoly Tarasov                   |                                                   |
| Attraction                            | Притяжение                                                            | 2017 | Valentin Lebedev, colonel         |                                                   |
| Gogol. The Beginning                  | Гоголь. Начало                                                        | 2017 | Yakov Guro                        |                                                   |
| Gogol. Terrible Revenge               | Гоголь. Страшная месть                                                | 2018 | Yakov Guro                        |                                                   |

## Teatro
En teatro ha trabajado en compañías teatrales de su natal Rusia, tales como la Compañía Teatral 814, la Academia Moscovita de Teatro, La Compañía teatral de M. N. Ermólova y la Academia Central de Teatro del Ejército Soviético y la Compañía Bogis; también en La Comedia de los Campos Eliseos y (Comedie de Champs Elysees), The Tricycle Theatre y The Globe Theatre, ambas compañías en Londres, entre otras.